# Спарки Элтос
Спарки Елтос АД (Sparky Eltos AD, торговая марка — «Sparky») — завод электроинструмента в городе Ловеч (Болгария), является крупнейшим европейским производителем электроинструментов, выпуская более 1 миллиона изделий в год. Завод принадлежит Спарки Груп (Sparky Group).

## История
В 1961 году было создано предприятие «Елтос» на базе основанного в 1905 году завода «Элпром», который специализировался на производстве электродвигателей мощностью до 630 Вт.
В конце 1966 года была куплена лицензия у фирмы AEG-Telefunken на производство ручных электроинструментов. В самом начале в производстве были освоены три типа дрелей, а впоследствии и углошлифовальные машины —- знаменитые «болгарки» и гайковёрты. В 1966 году была достигнута производственная мощность — 500 000 изделий.
В течение нескольких лет завод становится ведущим производителем электроинструментов в странах Восточной Европы.
В 1986 году осуществляется новое расширение завода за счёт внедрения автоматических линий фирмы «AXIS» (Италия) по производству роторов и статоров, автоматизированной поточной линии фирмы «Menke GmbH» (ФРГ) по производству коллекторов, многопозиционных станков фирмы «Шутте» для изготовления ротационных деталей и станков с ЧПУ для обработки корпусных деталей из алюминия и магния. Производственная мощность возросла до 1 200 000 электроинструментов в год.
В 1998 году акции предприятия были размещены на Болгарской фондовой бирже.
В 1996 году предприятие стало собственностью немецкого концерна Sparky
В 1997—2003 годах были сделаны инвестиции в размере 15 млн евро, что позволило освоить новую номенклатуру изделий, новые технологии и оборудование, внедрить CAD/CAM системы, осуществить обучение административно-управленческого и инженерного персонала.
В 2004—2005 годах была реализована инвестиционная программа в размере 5 млн евро, что позволило усовершенствовать механическую обработку, внедрить литьё под давлением, литьё в матрицах, модернизировать инструментальную оснастку и контрольно-измерительное оборудование.
В 2006 году завод начал производство изделий под новой торговой маркой SPARKY PROFESSIONAL.
В 2020 году компания объявила о банкротстве после накопления долга, превышающего 100 миллионов левов.

## Сертификация производства
Завод имеет международные сертификаты качества ISO 9001 (сертифицировано TÜV Rheinland), ISO 14001.
Техническая лаборатория сертифицирована Голландским Аккредитационным Советом RvA и отвечает на аккредитационные критерии в ISO/IEC 17025:1999.